# سيرجيو ريكاردو
سيرجيو ريكاردو (بالبرتغالية: Sergio Ricardo) يلقب بالمجنون، لاعب كرة قدم برازيلي سابق لعب لعدة أندية في الدوري السعودي الممتاز، حيث لعب أولاً مع الأهلي وحقق معه كأس ولي العهد سنة 1998 م لعب بعدها لنادي الهلال السعودي وحقق معه البطولة الآسيوية للأندية أبطال الدوري عام 2000 م مسجلاً ثلاثة أهداف في المبارة النهائية، ثم لعب لنادي الاتحاد السعودي وحقق معه بطولة دوري خادم الحرمين الشريفين عام 2003 م، ثم لنادي الوحدة السعودي لكنه لم يحقق المأمول منه وتم تنسيقه بعدها، وفي 2010 أنتقل لنادي الرائد السعودي. بعمر يناهز الخامسة والثلاثين.
 .

## إحصائيات اللاعب مع الأندية
| النادي              | الموسم    | دوري المحترفين السعودي | دوري المحترفين السعودي | كأس الأمير فيصل بن فهد | كأس الأمير فيصل بن فهد | كأس ولي العهد السعودي | كأس ولي العهد السعودي | دوري أبطال آسيا | دوري أبطال آسيا | أخرى | أخرى | المجموع | المجموع | المجموع |
| النادي              | الموسم    | لعب                    | سجل                    | لعب                    | سجل                    | لعب                   | سجل                   | لعب             | سجل             | لعب  | سجل  | لعب     | سجل     | صنع     |
| ------------------- | --------- | ---------------------- | ---------------------- | ---------------------- | ---------------------- | --------------------- | --------------------- | --------------- | --------------- | ---- | ---- | ------- | ------- | ------- |
| نادي الأهلي السعودي | 1997–1998 |                        | 12                     |                        | 3                      |                       | 2                     |                 |                 |      | 2    |         | 19      |         |
| المجموع             | المجموع   |                        | 12                     |                        | 3                      |                       | 2                     |                 |                 |      | 2    |         | 19      |         |

| النادي              | الموسم    | دوري المحترفين السعودي | دوري المحترفين السعودي | كأس الأمير فيصل بن فهد | كأس الأمير فيصل بن فهد | كأس ولي العهد السعودي | كأس ولي العهد السعودي | دوري أبطال آسيا | دوري أبطال آسيا | أخرى | أخرى | المجموع | المجموع | المجموع |
| النادي              | الموسم    | لعب                    | سجل                    | لعب                    | سجل                    | لعب                   | سجل                   | لعب             | سجل             | لعب  | سجل  | لعب     | سجل     | صنع     |
| ------------------- | --------- | ---------------------- | ---------------------- | ---------------------- | ---------------------- | --------------------- | --------------------- | --------------- | --------------- | ---- | ---- | ------- | ------- | ------- |
| نادي الهلال السعودي | 1999–2000 |                        | 6                      |                        |                        |                       | 1                     | 2               | 4               |      |      |         | 11      |         |
| المجموع             | المجموع   |                        | 6                      |                        |                        |                       | 1                     | 2               | 4               |      |      |         | 11      |         |

1. ↑  Appearance in بطولة الأندية العربية لأبطال الدوري 1997

| النادي               | الموسم    | دوري المحترفين السعودي | دوري المحترفين السعودي | كأس الأمير فيصل بن فهد | كأس الأمير فيصل بن فهد | كأس ولي العهد السعودي | كأس ولي العهد السعودي | كأس ولي العهد السعودي | كأس ولي العهد السعودي | أخرى | أخرى | المجموع | المجموع | المجموع |
| النادي               | الموسم    | لعب                    | سجل                    | لعب                    | سجل                    | لعب                   | سجل                   | لعب                   | سجل                   | لعب  | سجل  | لعب     | سجل     | صنع     |
| -------------------- | --------- | ---------------------- | ---------------------- | ---------------------- | ---------------------- | --------------------- | --------------------- | --------------------- | --------------------- | ---- | ---- | ------- | ------- | ------- |
| نادي الاتحاد السعودي | 2000-2001 |                        | 9                      |                        |                        |                       | 4                     |                       | 1                     |      |      |         | 14      |         |
| نادي الاتحاد السعودي | 2001-02   |                        | 15                     |                        | 1                      |                       |                       |                       | 1                     |      | 1    |         | 18      |         |
| نادي الاتحاد السعودي | 2003-2002 |                        | 5                      |                        |                        |                       |                       |                       |                       |      | 5    |         | 10      |         |
| نادي الاتحاد السعودي | 2004–05   |                        | 13                     |                        | 2                      |                       | 5                     |                       |                       |      | 3    |         | 23      |         |
| المجموع              | المجموع   |                        | 42                     |                        | 3                      |                       | 9                     |                       | 2                     |      | 9    |         | 65      |         |

1. ↑  Appearance in كأس السوبر المصري السعودي
2. ↑  Appearance in بطولة الأمير فيصل بن فهد للأندية العربية 2002
3. ↑  Appearance in دوري أبطال العرب 2004–05

| النادي           | الموسم  | دوري نجوم قطر | دوري نجوم قطر | كأس السوبر القطري | كأس السوبر القطري | كأس قطر | كأس قطر | كأس أمير قطر | كأس أمير قطر | دوري أبطال آسيا | دوري أبطال آسيا | المجموع | المجموع | المجموع |
| النادي           | الموسم  | لعب           | سجل           | لعب               | سجل               | لعب     | سجل     | لعب          | سجل          | لعب             | سجل             | لعب     | سجل     | صنع     |
| ---------------- | ------- | ------------- | ------------- | ----------------- | ----------------- | ------- | ------- | ------------ | ------------ | --------------- | --------------- | ------- | ------- | ------- |
| نادي السد القطري | 1997–98 | 3             | 2             | 0                 | 0                 | 1       | 2       | 3            | 4            |                 |                 | 7       | 8       |         |
| نادي السد القطري | 1998–99 | 10            | 5             | 0                 | 0                 | 2       | 0       | 0            | 0            |                 |                 | 12      | 5       |         |
| نادي السد القطري | 1999–00 | 0             | 0             | 0                 | 0                 | 0       | 0       | 2            | 0            |                 |                 | 2       | 0       |         |
| نادي السد القطري | 2002–03 | 4             | 0             | 0                 | 0                 | 3       | 1       | 4            | 7            | 3               | 2               | 14      | 10      |         |
| المجموع          | المجموع | 17            | 7             | 0                 | 0                 | 8       | 2       | 9            | 11           | 3               | 2               | 37      | 22      |         |

| النادي             | الموسم  | دوري نجوم قطر | دوري نجوم قطر | كأس السوبر القطري | كأس السوبر القطري | كأس قطر | كأس قطر | كأس أمير قطر | كأس أمير قطر | دوري أبطال آسيا | دوري أبطال آسيا | المجموع | المجموع | المجموع |
| النادي             | الموسم  | لعب           | سجل           | لعب               | سجل               | لعب     | سجل     | لعب          | سجل          | لعب             | سجل             | لعب     | سجل     | صنع     |
| ------------------ | ------- | ------------- | ------------- | ----------------- | ----------------- | ------- | ------- | ------------ | ------------ | --------------- | --------------- | ------- | ------- | ------- |
| نادي العربي القطري | 2001–02 | 0             | 0             | 0                 | 0                 | 0       | 0       | 2            | 3            |                 |                 | 2       | 3       |         |
| المجموع            | المجموع | 0             | 0             | 0                 | 0                 | 0       | 0       | 0            | 0            | 2               | 3               | 2       | 3       |         |

| النادي              | الموسم  | دوري نجوم قطر | دوري نجوم قطر | كأس السوبر القطري | كأس السوبر القطري | كأس قطر | كأس قطر | كأس أمير قطر | كأس أمير قطر | دوري أبطال آسيا | دوري أبطال آسيا | المجموع | المجموع | المجموع |
| النادي              | الموسم  | لعب           | سجل           | لعب               | سجل               | لعب     | سجل     | لعب          | سجل          | لعب             | سجل             | لعب     | سجل     | صنع     |
| ------------------- | ------- | ------------- | ------------- | ----------------- | ----------------- | ------- | ------- | ------------ | ------------ | --------------- | --------------- | ------- | ------- | ------- |
| النادي الأهلي (قطر) | 2005–06 | 12            | 12            | 3                 | 8                 | 0       | 0       | 0            | 0            |                 |                 | 15      | 20      |         |
| المجموع             | المجموع | 12            | 12            | 3                 | 8                 | 0       | 0       | 0            | 0            | 0               | 0               | 15      | 20      |         |

| النادي       | الموسم  | دوري نجوم قطر | دوري نجوم قطر | كأس السوبر القطري | كأس السوبر القطري | كأس قطر | كأس قطر | كأس أمير قطر | كأس أمير قطر | دوري أبطال آسيا | دوري أبطال آسيا | المجموع | المجموع | المجموع |
| النادي       | الموسم  | لعب           | سجل           | لعب               | سجل               | لعب     | سجل     | لعب          | سجل          | لعب             | سجل             | لعب     | سجل     | صنع     |
| ------------ | ------- | ------------- | ------------- | ----------------- | ----------------- | ------- | ------- | ------------ | ------------ | --------------- | --------------- | ------- | ------- | ------- |
| نادي الغرافة | 2005–06 | 8             | 4             | 0                 | 0                 | 0       | 0       | 3            | 2            | 3               | 1               | 14      | 7       |         |
| المجموع      | المجموع | 8             | 4             | 0                 | 0                 | 0       | 0       | 3            | 2            | 3               | 1               | 14      | 7       |         |

| النادي        | الموسم  | الدوري الكويتي الممتاز | الدوري الكويتي الممتاز | كأس الخرافي | كأس الخرافي | كأس ولي العهد الكويتي | كأس ولي العهد الكويتي | كأس الأمير (الكويت) | كأس الأمير (الكويت) | دوري أبطال آسيا | دوري أبطال آسيا | المجموع | المجموع | المجموع |
| النادي        | الموسم  | لعب                    | سجل                    | لعب         | سجل         | لعب                   | سجل                   | لعب                 | سجل                 | لعب             | سجل             | لعب     | سجل     | صنع     |
| ------------- | ------- | ---------------------- | ---------------------- | ----------- | ----------- | --------------------- | --------------------- | ------------------- | ------------------- | --------------- | --------------- | ------- | ------- | ------- |
| نادي السالمية | 2006–07 |                        | 5                      |             |             |                       | 4                     |                     | 2                   |                 |                 |         | 11      |         |
| المجموع       | المجموع |                        | 5                      |             |             |                       | 4                     |                     | 2                   |                 |                 |         | 11      |         |

| النادي        | الموسم  | دوري نجوم قطر | دوري نجوم قطر | كأس السوبر القطري | كأس السوبر القطري | كأس قطر | كأس قطر | كأس أمير قطر | كأس أمير قطر | دوري أبطال آسيا | دوري أبطال آسيا | المجموع | المجموع | المجموع |
| النادي        | الموسم  | لعب           | سجل           | لعب               | سجل               | لعب     | سجل     | لعب          | سجل          | لعب             | سجل             | لعب     | سجل     | صنع     |
| ------------- | ------- | ------------- | ------------- | ----------------- | ----------------- | ------- | ------- | ------------ | ------------ | --------------- | --------------- | ------- | ------- | ------- |
| نادي الشحانية | 2011–12 | 0             | 0             | 0                 | 0                 | 0       | 0       | 2            | 1            | 0               | 0               | 2       | 1       |         |
| المجموع       | المجموع | 0             | 0             | 0                 | 0                 | 0       | 0       | 2            | 1            | 0               | 0               | 2       | 1       |         |

## إنجازات اللاعب الشخصية
- هداف الدوري السعودي موسم 2001-2002: 15 هدف
- هداف كأس ولي العهد السعودي: 2004–05 : 5 أهداف
- هداف كأس أمير قطر 2003 : 7 أهداف
- هداف البطولة العربية الموحدة للأندية : 2002 : 5 أهداف
- هداف كأس الشيخ جاسم : 2005 : 8 أهداف

## الحياة الشخصية
تحول سيرجيو ريكاردو إلى الإسلام وأدى مناسك العمرة وحول إسمه إلى إبراهيم.
 